# Motorvezérlő egység
A motorvezérlő egység (angol: engine control unit – ECU) vagy motorvezérlő modul (angol: engine control module – ECM) elektronikus vezérlő egység, mely felügyeli a belső égésű motorok megfelelő működéséhez szükséges részeket a megfelelő teljesítmény érdekében. Feladata a motortérben található szenzorok beolvasása, az adatok értelmezése és az olvasott értékek alapján a megfelelő motorrészegység vezérlése. Az  ECU-k megjelenése előtt a levegő-üzemanyag keverése, a gyújtásidőzítés és az állóhelyzetű fogyasztás mechanikusan volt beállítva.

## Fordítás
- Ez a szócikk részben vagy egészben  az   Engine control unit című angol Wikipédia-szócikk ezen változatának fordításán alapul.  Az eredeti cikk szerkesztőit annak laptörténete sorolja fel. Ez a jelzés csupán a megfogalmazás eredetét és a szerzői jogokat jelzi, nem szolgál a cikkben szereplő információk forrásmegjelöléseként.